# Chutes Johannesburg
Les chutes Johannesburg, en anglais Johannesburg Falls, sont une chute d'eau des États-Unis.

## Caractéristiques
Les chutes Johannesburg sont constituées de trois sauts, dont le plus grand mesure 244 mètres de hauteur. Au total, la chute d'eau mesure 751 mètres de haut.

## Localisation
Les chutes Johannesburg sont situées à Cascade Pass, dans le parc national des North Cascades, dans l'État de Washington, aux États-Unis.